# Joaquín Valinotti
Joaquín Valinotti (Las Rosas, Santa Fe; 1 de diciembre de 1998) es un basquetbolista argentino con pasaporte italiano que se desempeña como base en Mineros de Zacatecas de la Liga Nacional de Baloncesto Profesional de México.

## Trayectoria
Es un base formado en el Almafuerte de Las Rosas hasta 2016, cuando firma por el Peñarol.
El 18 de abril de 2021, fue cedido al Ameghino de Villa María hasta el final de la temporada.
A su regreso en Peñarol, fue reconocido en 2022 como el Mejor Sexto Hombre de la LNB de la temporada 2022-23.
En la temporada 2023-24, promedia en la LNB de Argentina 15,2 puntos, 4,2 asistencias y 3,8 rebotes en 33 minutos de juego con porcentajes de 45,7% en tiros de dos, 37,3% en tiros de tres y 79,6% en lanzamientos libres.
El 1 de julio de 2024, firma por el Oviedo Club Baloncesto de la Liga LEB Oro.
En junio de 2025 firmó un contrato con los Mineros de Zacatecas de la LNBP de México.

### Clubes
| Club                    | País      | Año             |
| ----------------------- | --------- | --------------- |
| Almafuerte de Las Rosas | Argentina | 2013 - 2015     |
| Sport Club Cañadense    | Argentina | 2015            |
| Almafuerte de Las Rosas | Argentina | 2015 - 2016     |
| Peñarol                 | Argentina | 2016 - 2021     |
| Ameghino de Villa María | Argentina | 2021            |
| Peñarol                 | Argentina | 2021 - 2023     |
| Motilones del Norte     | Colombia  | 2023            |
| Peñarol                 | Argentina | 2023 - 2024     |
| Oviedo Club Baloncesto  | España    | 2024 - 2025     |
| Mineros de Zacatecas    | México    | 2025 - Presente |

## Selección nacional
En 2024 fue convocado para integrar un seleccionado de jóvenes talentos argentinos que enfrentó en un partido amistoso a Uruguay.